# Плезиопсови
Плезиопсовите (Plesiopidae) са семейство актиноптери от разред Бодлоперки (Perciformes).
Таксонът е описан за пръв път от Алберт Гюнтер през 1861 година.

## Подсемейства
Подсемейство Acanthoclininae
- Acanthoclinus
- Acanthoplesiops
- Beliops
- Belonepterygion
- Notograptus

Подсемейство Plesiopinae
- Assessor
- Calloplesiops
- Fraudella
- Paraplesiops
- Plesiops
- Steeneichthys
- Trachinops